# Moment
Se også Moment (virksomhed).
Inden for fysik henviser moment normalt til drejningsmoment (kraftmoment). Kraftmomentets virkning vil ofte være at ændre det påvirkede legemes impulsmoment (afhængigt af legemets inertimoment).
Moment anvendes også i betydningen væsentlig faktor eller afledt fra fransk som et øjeblik. I typiske sammenhænge kan et moment være en del af et større opgave eller øvelse.
Et dagligdags eksempel er fra forsvaret, redningsberedskabet eller politiet, hvor man i en større øvelse vil betegne de enkelte dele og hændelser der skal reageres på, af øvelsen som momenter. Ofte er disse hændelser, i relation til afviklingen af øvelsen, pludseligt opståede og kræver derfor et øjeblikkeligt indgreb.